# الكأس السلطانية
كَأْسُ السُّلْطَانِ حُسَين أو الْكَأْسُ السُّلْطَانِيَّة هي بُطولة كرة قَدَم مِصريَّة بريطانيَّة متوقفة، وتُعد أوَّل بُطولة رسمية في تاريخ كرة القَدَم المِصريَّة. أقيمت للمنافسة على كأس تبرع بها السلطان حسين كامل. بدأت البُطولة عام 1917، وكان أوَّل بطل لها هو فريق قُوَّات الإشارة البريطانيَّة وهو أحَد فِرق الجَيش البريطاني، أمَّا أوَّل بطل مِصري هو نادي المُختلط (الزَّمالك حاليًا) عام 1921. تَوقَّفت البُطولة عام 1938، وكان آخر بطل لها هو النَّادي الأهلي، وهو أيضًا صاحِب الرَّقم القِيَاسي في عدد مرَّات التَّتويج بالبُطولة برَصيد 7 ألقاب، يليه المِصري برَصيد 3 ألقاب، ثمَّ السِّكَّة الحَديد والتِّرسانة والزَّمالك برَصيد لَقبين لكلٍّ منهم، يليهم الاتِّحاد السَّكَندري وبور فؤاد وفَريق سلاح الإشارة للجيش البريطاني وفريق سِلاح المدفعية للجيش البريطاني وفريق سِلاح المشاة للجيش البريطاني والشرود برَصيد لَقب وَحيد لكلٍّ منهم.
فاز الأهلي بأوَّل لَقب له في البُطولة عام 1923، وفاز المِصري بأوَّل لَقب له عام 1933، بَينَما فاز السِّكَّة الحَديد بأوَّل لَقب له عام 1924، وفاز التِّرْسانة بأوَّل لَقب له عام 1928، وفاز الاتِّحاد السَّكَندري بلَقبه الوَحيد عام 1935، وفاز بور فؤاد بلَقبه الوَحيد 1932، وفازت الأندية البريطانيَّة بالبُطولة 4 مرَّات أعوام 1917 و1918 و1919 و1920.

## التاريخ

### إنشاء البطولة

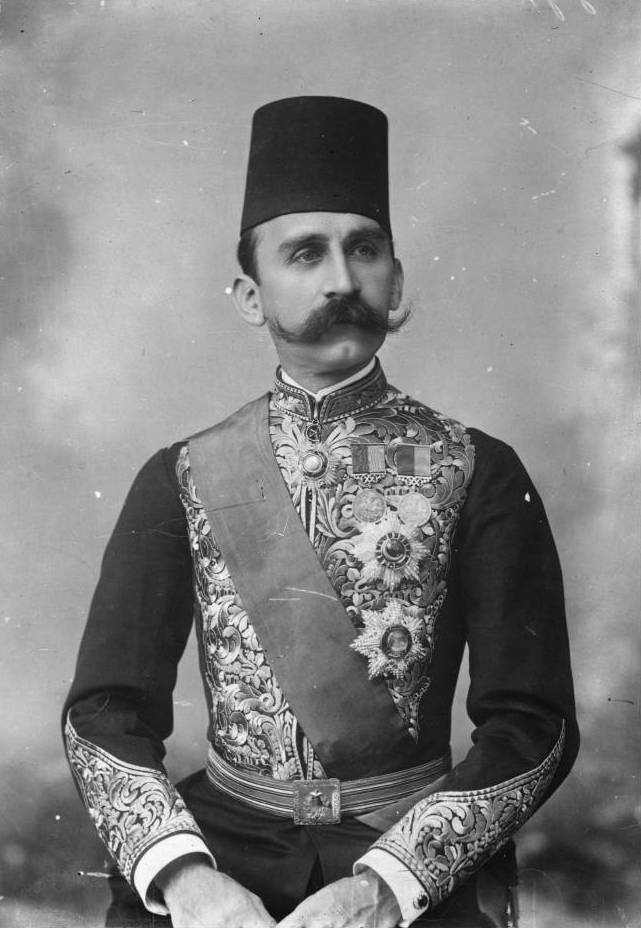
السلطان حسين كامل، سلطان مصر في الفترة بين ديسمبر 1914 إلى أكتوبر 1917، وصاحب كأس السلطان لكرة القدم.

ترجع قصة ظهور المسابقة إلى الصراع بين الاتحاد المختلط للأندية الرياضية الذي أسسه اليوناني بولانكي، وبين العناصر المصرية الرافضة لوجود الاتحاد. وكان رأي المصريين تكوين هيئة تعمل بعيدًا عن سلطات الاتحاد المختلط، وتحقق ذلك من خلال التنسيق مع فرق الجيش البريطاني، وبالفعل عقد أول اجتماع في 11 سبتمبر 1916 في مقر جريدة إيݘيبشيان مِيل، وضم الاجتماع مندوبي 50 ناديًا من القاهرة والإسكندرية وطنطا، وممثلين من الجيش البريطاني، وأرسلت أندية بني سويف والزقازيق وبلبيس والمنصورة والسويس، موافقة كتابية على فكرة تأسيس الاتحاد المصري الإنجليزي؛ لينظم منافسات كرة القدم في مصر.
ذُكر في كتاب (الزمالك 90 سنة كرة وبطولة) للكاتبين عادل أمين وخالد توحيد رواية إبراهيم علام جهينة في مذكراته عن فكرة إنشاء البطولة: «كنت دائم الاتصال بالسلطات البريطانية الرياضية، وعلى صديقي المستر ميدويل، عرضت عليه فكرة إنشاء مسابقة بين الأندية المصرية وبين أندية هذه الأسلحة، فوافقوا بالإجماع. ولما عدت عرضتها على ساعدي الأيمن مصطفي حسن، فأمن عليها وأتفقنا أن تكون مسابقة على كأس تهديها شخصية مصرية محترمة حتى لا تزول قيمتها بزوال الحرب ولكي تكون فرصة تزيد عدد أنديتنا المصرية في جهة المقاومة. وقررنا أن تكون كأس السلطان حسين.».
ويتابع جهينة كلامه قائلًا: «ذهبت أنا وصديقي مصطفي حسن إلى المستر ميدويل وعرضت عليه الفكرة فاستحسنها. قلنا: ولكن هناك عقبة. قال: ما هي؟ قلت: من سيأتي لنا بهذه الكأس؟ فضحك وقال: بعد ساعات سأعطيكما نبأً سارًا، لم نكن نعرف أن في سراى عابدين مستشارًا إنجليزيًا برتبة جنرال، كانت له قوة سحرية غريبة. ذهب المستر ميدويل وقابله وحصل منه على الموافقة. ثم استدعاني على عجل وقال لى: مبروك، عظمة السلطان وافق على الفكرة».

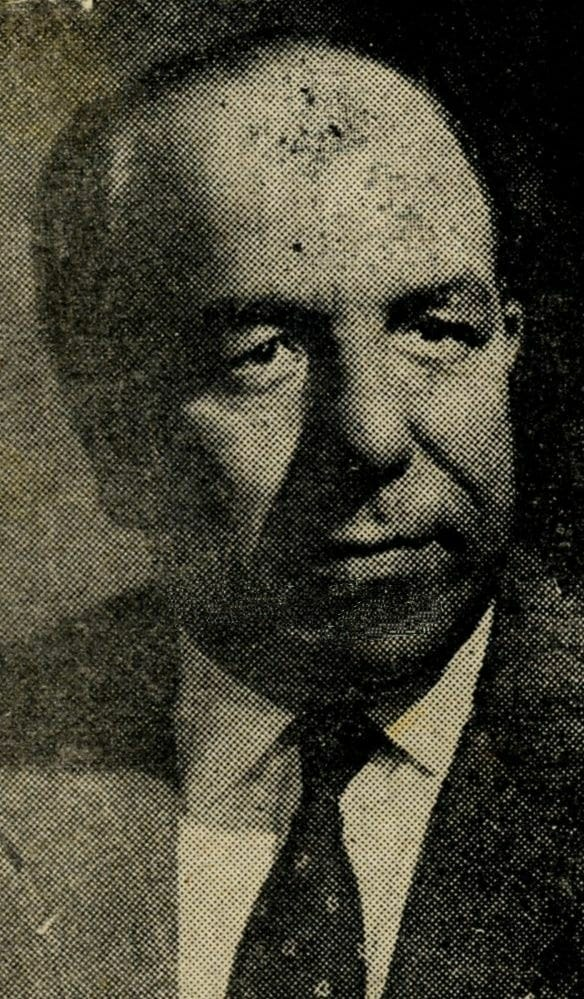
إبراهيم علام جهينة.

دُعيت الأنْدية المصرية والفرق اَلْعَسْكَرِيَّة اَلتَّابِعَة لِقُوَّات الاحتلال البريطاني كافةً في 26 أغسطس 1916، وأعلن عن أَوَّل بُطُولَة كُرَوِيَّة مِصْرِية. يقول جهينة في مذكراته: «في 26 أغسطس كان أول انتصار لجبهة تمصير الرياضة على نظام الاتحاد المختلط، وفي هذا اليوم نشر المستر ميدويل الدعوة إلى الأندية المصرية وأندية أسلحة قوات الحلفاء في مصر للاشتراك في مسابقة سنوية لهذه الكأس، وأشار إلى أن عظمة السلطان حسين سيهدي الكأس عندما تنفذ الفكرة فعليًا.».
شَهِدت أول نسخة من البطولة مُشاركة فَريق مِصري واحد وهو المُختلط (الزَّمالك)، يقول جهينة في مذكراته: «وقد اجتمعت الأندية التي قبلت الدعوة واجتمع منوبو أندية قوة الحلفاء والنادي المختلط وحده، وقد صممنا على أن نسير بالمسابقة بفريق النادي المختلط وحده بين البريطانيين».
في 1 أبريل 1917 كان الصَّحفي إبراهيم علَّام في مَحَل جَواهِرجي «شيفيلد» المَوجود في شارع ثَروَت؛ لاختيار الكَأس التي ستُقدَّم لأوَّل بطل لكَأس السُّلطان حُسين، وذَلك بُناءً على طلب ميدويل نائب مُدير تَحرير جَريدة «إيݘيبشيان مِيل»، وأخبَره باختيار الكَأس التي يَراها مُناسبة ولائِقة باِسم السُّلطان حُسين كامِل، على أن يطلب من الجَواهِرجي إرسال الفاتورة إلى سَرايا عابِدين. ووجد إبراهيم علَّام الاستعداد الكامِل والتَّعليمات بتَسهيل مُهمَّة علَّام الذي اختار الكَأس، ويصف جهينة تلك الحادثة في مذكراته فيقول: «بدأنا ندير دفة الكأس السلطانية في كرة القدم في الفصل الرياضي 1916-1917 وكانت مبارياتها غاية في الرواج والدعاية، وقبل نهاية هذا الفصل وصلتني إشارة من المستر ميدويل تطلب مني الذهاب يوم أول أبريل 1917 إلى محل شيفلد الجواهرجي بشارع ثروت بالقاهرة لأختيار من عنده الكأس المناسبة لهذه المسابقة، وأطلب إليه أن يرسل الفواتير إلى سراي عابدين. ذهبنا أنا وصديقي المجاهد مصطفي حسن وأخترنا الكأس واستلمانها، وطلبنا كتابة النقوش، والكتابة اللازمة».
نَظمَت البطولة مِن قِبل اَلِاتِّحَاد اَلمصْرِي اَلْإِنْجِلِيزِيّ. وَكَوَّنْت لَجنَة لِتنْظِيم البطولة مُكَونَة مِن: مِيجْوِيل رئيسًا، وإبْراهيم عَلَام جُهيْنَة سِكْرتيرًا، وَعضوِية كُلّ مِن اَلضَّابِط لِويس، والسرجنت ريجلند، ومصْطَفي حسن، وَنَقولَا الْعرْقْجي.
وفي التاسع من أكتوبر 1917، توفي السلطان حسين كامل، وذكرت مجلة ذاكرة مصر في عددها الثامن والثلاثون الصادرة عن مكتبة الإسكندرية الجديدة: «رحل السلطان حسين كامل. وبالرغم من دعمه لإقامة أول بطولة كروية رسمية، فقد رحل قبل أن يبدأ الموسم الثاني من البطولة، إلا أن بطولة الكأس السلطانية ظلت ناجحة ومستمرة بعد رحيله. وكان لهذه البطولة منذ إنطلاقها - وفي مواسمها التالية - صدي ودوي كبيران، حيث أنتقلوا لاعبوا وجمهور الكرة من اللعب الودي من أجل المتعة، إلى حالة الترقب والمنافسة من أجل الفوز بالكأس السلطانية.   ».

### السيطرة البريطانية وبداية السيطرة المصرية (1917–1922)

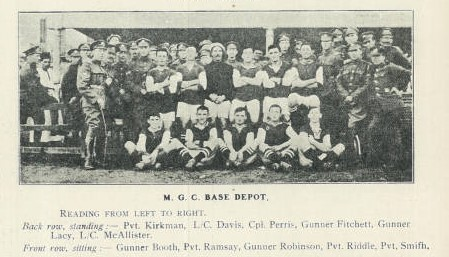
فريق سِلاح المدفعية للجيش البريطاني بطل الكأس السلطانية 1921.

بدأت البُطولة في عام 1917، وشَهِدت مُشاركة فَريق مِصري واحد وهو المُختلط (الزَّمالك)، وفاز بالبُطولة لأوَّل مرَّة فريق سِلاح الإشارة للجيش البريطاني من مدينة الإسماعيلية. وفي عام 1918 شَهِدت البُطولة مُشاركة ثاني الأندية المِصريَّة وهو الأهلي، وفاز بالبُطولة في ذلك العام فريق سِلاح المدفعية للجيش البريطاني. وفي عام 1919 فاز بالبُطولة فريق سِلاح المشاة للجيش البريطاني. وفي عام 1920 فاز بالبطولة فريق الشرود البريطاني وكان آخر عام يفوز فيه فريق بريطاني بالبطولة. وفي عام 1921 فاز بالبُطولة المُختلط؛ ليكون بذَلك أوَّل فريق مِصري يفوز باللَّقب بعدما تغلب على الشرود في الدور النِّهائي بنَتيجة 2–1، سَجَّلَ حُسين حِجازي هدفي المُختلط، فيما لا يُعرف من سَجَّلَ هدف الشرود.
وفي عام 1922 فاز المُختلط للمرَّة الثَّانية في تاريخه، بَعد تغلبه على الشرود في النِّهائي بنَتيجة 3–1، سَجَّلَ علي رياض ومختار صقر وحسين حِجازي أهداف المُختلط، فيما لا يُعرف من سَجَّلَ الهدف الوحيد للشرود؛ ليَكون بذَلك فريق المُختلط أوَّل فريق يفوز بالبُطولة مرَّتين على التوالي. لعب مع نادي المختلط في تلك البطولة ثلاثة من لاعبي الأهلي وهم: رياض شوقي، ومحمود مختار صقر، وجلال حسني، وذكرت صحيفة إيجيبشيان ميل الإنجليزية في عددها الصادر يوم 25 أبريل 1922 الآتي: «الفريق الذي مثل المختلط كان غالبًا هو أحسن 11 لاعبا مِصْرِيًّا. وأمده الأهلي بثلاثة لاعبين هم لاعب الوسط الأيمن والظهير الأيمن وساعد الهجوم الأيمن. وَعَمَلِيًّا سيلعب نفس الفريق غدا ممثلا لمنتخب مصر في مباراته ضد الجيش». لم يشترك النادي الأهلي في ثلاث نسخ من البطولة وهي البطولة في الأعوام 1917، 1920، 1922.

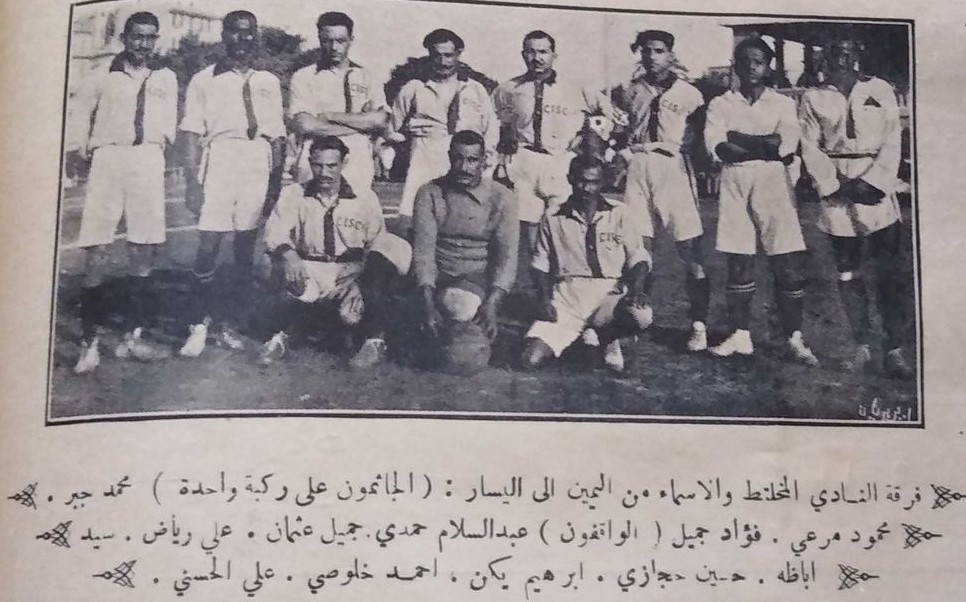
فريق نادي الزمالك بطل الكأس السلطانية 1921.

ذكر فيلم (الأهلي نادي الوطنية 114 سنة) الذي أذيع على قناة الأهلي أنَّ الأندية المصرية رفضت اللعب مع الأندية الإنكليزية، إذ استشهد الفيلم بوثيقة من مجلة المضمار بعنوان (قرارات الأندية المصرية واللعب مع الأندية الإنكليزية) كتب فيها: «قررت لجنة كرة القدم بالنادي الأهلي بالجزيرة عدم اللعب بتاتًا مع أي فرق إنكليزية سواء كان في مسابقات أو أي مباريات ودية. وقررت كذلك عدم اللعب مع أي ناد أو فرقة مصرية تخرج عن هذا القرار». أتفق مع هذا القرار عدد من الأندية المصرية حيث أتبعت الوثيقة بالتالي: «وبلغنا القرار نفسه من لجنة كرة القدم ب نادي السكة الحديد، ونادي منتخب المدارس، ونادي العباسية، ونادي النيل. ويظهر من لهجة حضرات جميع أعضاء هذه الفرق في أثناء المناقشة بهذا الخصوص في جلسة يوم الثلاثاء الماضي المنعقدة بالنادي الزراعي، أنهم مصممون على ذلك تصميمًا أكيدًا ولا يحيدون عنها بأي حال من الأحوال». فيما كان رأي نادي المختلط الاستمرار في مسابقات الكأس السلطانية، فذكرت الوثيقة: «وقد أدلى حضرة يوسف أفندي سكرتير النادي المختلط بالقاهرة برأيه الشخصي ورأي إدارة النادي بكل صراحة. وهو الاستمرار في مسابقات الكأس السلطانية فقط بدعوى أن الكرة ميدان حرب صغيرة فيه معنى الانتصار الأدبي والكسب المادي».
كان من المقرر إقامة مباراة في البطولة بعد يومين من إصدار القرار، وبالتحديد في يوم الجمعة 13 يناير 1922 بين نادي العباسية والنادي المصري على ملعب النادي الأهلي، وكان إبلاغ أندية الأقاليم بالقرارات ليس بالأمر السهل بسبب صعوبة وسائل الاتصال آنذاك، وعلى الرغم من موافقة نادي العباسية على قرار الأندية حضر النادي لملعب المباراة، وأُبلغ المصري بالقرار بإلغاء المباراة الرسمية واستبدالها بمباريات ودية. ذكرت مجلة المضمار التالي: «كان اليوم الجمعة ميعادًا لمباراة بين العباسية والنادي المصري لإحراز الكأس السلطانية، ولكن بداعي القرار استبدلت المباريات بلعب ودي بينه وبين النادي الأهلي بالجزيرة الساعة الثالثة والربع تمامًا»، كما ذكرت مجلة المضمار التالي: «يوم الجمعة 13 الجاري. لعب نادي العباسية والنادي المصري مباراة ودية على سبيل التمرين، ولكن اللعب لم يستمر لأكثر من النصف الأول. فاز في أثنائه فرقة نادي العباسية بثلاثة أشواط مقابل لا شيء».
نشرت مجلة المضمار في عددها الصادر في 3 نوفمبر 1922 عن اجتماع لجنة الاتحاد المصري لكرة القدم يوم الأربعاء الموافق 25 أكتوبر 1922 بالنادي الزراعي. حيث قررت فيه تعيين لجنة لتمثيل الاتحاد في لجنة الكأس السلطاني. ووافقت الجمعية العمومية للكأس السلطانية في يوم الثلاثاء الموافق 24 أكتوبر 1922 على اقتراح من يوسف أفندي محمد أن تتكون لجنة الكأس السلطانية من هيئة مناصفةً بين الاتحاد المصري لكرة القدم الذي يضم جميع الأندية المصرية، وبين الاتحاد الإنجليزي الذي يضم جميع الأندية الإنجليزية.
ذكر اَلمُمثل اَلمصْرِي سامح الصريطي فِي برْنامجه (مُحَاضِر مَجلِس الإدارة) على قناة الأهلي رفض الأنْدية المصْريَّة اَللعِب مع الأنْدية الإنْجليزيَّة، وبالتَّالي سيؤدِّي ذَلِك إِلى فشل بُطُولَة كَأْس السُّلْطان حُسَين، فقرَّرتْ الجمْعيَّة المصْريَّة الإنْجليزيَّة لِكرة القدم الاجْتماع مع الاتحاد المصري لكرة القدم لِبَحث حُلُول لِعَدم إِيقَاف المسابقة، وَتَكرَّر عَقْد اِجتِماع يَوْم اَلخمِيس 9 نُوفمْبر 1922 فِي مقرِّ جَرِيدَة إيݘيبشيان مَيْل رَاعِي البطولة، وَفِي تلك الجلْسة تَنَازلَت الجمْعيَّة المصْريَّة الإنْجليزيَّة لِكرة القدم عن بُطُولَة كَأْس السُّلْطان حُسَين إِلى الاتِّحاد اَلمصْرِي لِكرة القدم، بِحَيث يَتِم السَّمَاح لِمشاركة أَندِية الجاليات الأجْنبيَّة والْأنْدية العسْكريَّة فِي البطولة، وَكَان أَوَّل قَرَار لِلاتِّحاد اَلمصْرِي هو:«المصادقة على عدم قَبُول الأنْدية الملْكيَّة ( Civilian Club ) لِلاشْتراك فِي الكأْس السُّلْطانيَّة إِلَّا بَعْد اِنْضمامهَا أوَّلا إِلى الاتِّحاد اَلمصْرِي لِكرة القدم بِنَاء على قَرَار لَجنَة الكأْس السُّلْطانيِّ.».

### سيطرة أندية القاهرة الكبرى (1923–1931)

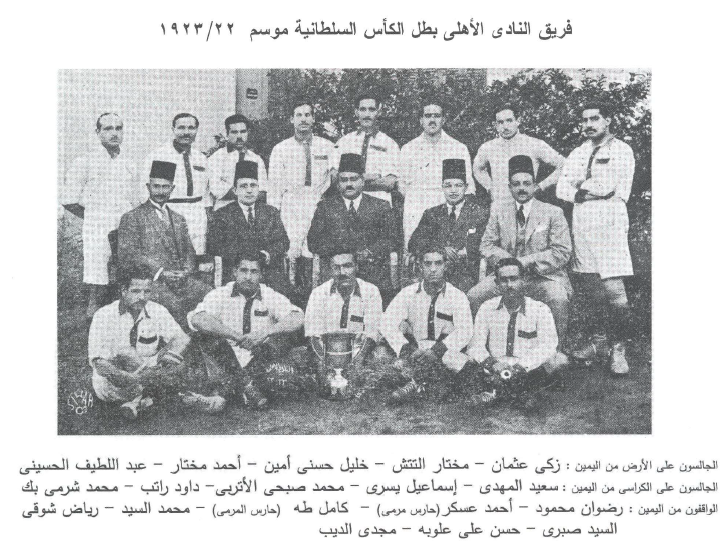
فريق النادي الأهلي بطل الكأس السلطانية 1923.

ذكر فلم الأهلي نادي الوطنية قرارات لجنة الاتحاد المصري لكرة القدم في جلسة 7 نوفمبر 1923 بتشكيل لجنة الكأس السلطاني مكونة من: سيسون رئيسًا، وأسماعيل أفندي يسري سكيرتيرًا، محمد أفندي صبحي أمينًا للصندوق، وعضوية كل من: رياض شوقي، وإبراهيم علام جهينة، ومحمد إبراهيم، ونقولا عرقجي، ويوسف محمد.
ففي عام 1923 فاز الأهلي بالبُطولة للمرَّة الأولى في تاريخه، وذَلك بعد تغلبه على فريق الدراجونز على ملعب نادي السكة الحديد في جزيرة بدران بنَتيجة 2–1، وسَجَّلَ الهدفين أحمد مختار وخليل حسني. وفي عام 1924 فاز السِّكَّة الحَديد بالبُطولة على ملعبه، بعد تغلبه في النِّهائي على المُختلط بنَتيجة 5–0، سَجَّلَ للسِّكَّة الحَديد علي رياض هدفين ومحمد شِميس وحسين حِجازي وعلي الحسَّاني هدفًا لكُلٍّ مِنهم، وشَهِدَت هذه النُّسخة أوَّل مُواجَهة بين قُطبي الكرة المِصريَّة الأهلي والزَّمالك الذي كان يُعرف حينَها باسم المُختلط، وكانت في نِصف نهائي البُطولة، وانتَهَت بالتَّعادل بنَتيجة 1–1، لتُعاد المُباراة ويفوز الزَّمالك بنَتيجة 2–0. وبعدها سيطر الأهلي على البُطولة لثَلاث نُسخ مُتَتالية، ففي عام 1925 فاز في النِّهائي على الاتِّحاد السَّكَندري بنَتيجة 4–1، سَجَّلَ السَّيِّد أباظة ثلاثة أهداف (هاتريك) وعلي الحَسَّاني هدف وَحيد للأهلي، وسَجَّلَ للاتِّحاد السَّكَندري إبراهيم مَرعي، وفي عام 1926 فاز في النَّهائي على التِّرسانة بنَتيجة 1–0، وسَجَّلَ أحمد صادق هدف الأهلي الوَحيد، وفي عام 1927 فاز على فريق 15/19 الهوسار البريطاني بنَتيجة 2–0، وسَجَّلَ حسين حِجازي ومحمود مختار صقر هدفي الأهلي؛ ليصل رَصيد الأهلي في البُطولة إلى أربعةِ ألقاب. وفي عام 1928 تَأهَّل الأهلي إلى النِّهائي مرَّة أخرى، لكنه خَسِر النِّهائي أمام التِّرسانة على ملعب الأرض الخضراء بنَتيجة 2–1، وسَجَّلَ علي رياض هدفي التِّرسانة، فيما سَجَّلَ محمود مختار التِّتش هدفَ الأهلي الوَحيد. بعد إنتهاء المبارة امتنع جميع لأعبي الأهلي عن استلام الميداليات الفضية من يد مندوب الملك فؤاد الأول باستثناء لاعبين اثنين، فاستلم أحدهما جميع الميداليات بالجملة. وقررت اللجنة الإدارية العليا بالنادي الأهلي في 17 أبريل 1928 إيقاف حسين حجازي أعظم لاعبي الكرة المصرية في عصره لمدة 3 شهور، وحملته مسؤولية عدم قيام لاعبي الفريق باستلام ميداليات المركز الثاني من مندوب الملك.

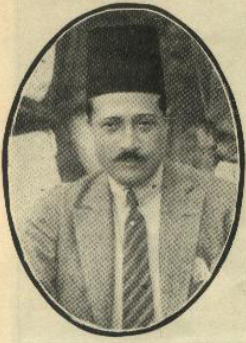
حسين حجازي.

وجاء في نص قرارات اللجنة ما يلي: «إيقاف رئيس الفرقة حسين حجازي لمدة ثلاثة شهور لأنه بصفته رئيسًا للفرقة تقع عليه المسؤولية في كل ما حصل، إنذار باقى اللاعبين ما عدا رياض شوقي وزكي عثمان  لأن الأخيرين قاما بالواجب عليهما وحضرا لاستلام الميداليات.». تحدثت الأهرام عن تلك الأزمة للكأس السلطانية في عددها الصادر في 19 أبريل 1928 وقالت: «وقد أوشكت هذه المشكلة أن تحل بعد أن أخذت شأنا كبيرا في الدوائر والمراجع العالية فانتهى درسها الأول في النادي نفسه على أن يوقف حجازي ثلاثة شهور لأنه ثبت للجنة النادي أنه هو المسؤول عن ذلك بصفته رئيس الفرقة، إذا فلا شك في أن هذا الحل يعبر عن استهجان النادي لما حدث.»، وتخوفت من غياب حجازي عن دورة الألعاب الأولمبية الصيفية 1928. ودافعت الأهرام عن حجازي في عددها الصادر في 23 أبريل 1928 وقالت: «كل ما هنالك أن حجازي تورط بحكم خجله ومركزه فكبر عليه أن يذهب في وسط هذا الجمع فيرى بعينه موقف الإنهزام الذي لم يتعوده وأنه أخطأ وكل إنسان عرضه للخطأ وكل خطأ لابد أن ينظر فيه للنية والقصد.». ولم يشارك حجازي مع منتخب مصر لكرة القدم في دورة الألعاب الأولمبية الصيفية 1928، حيث سلطت صحيفة المصور الضوء على عدم سفر حجازي في عددها الصادر في 18 مايو 1928، فقالت: «أصبح عدم سفر حجازى أحدوثة الجميع في منتدياتهم وفى مجامعهم الرياضية والسياسية والكل آسف ومتألم. وكان الألم عظيما للحظة الأخيرة..ولقد بذل آخر سهم ليسافر حجازى ولكن طاشت السهام جميعا. ونفذ قرار لجنة الأهلي العليا الذى قضى بإيقافه ثلاثة أشهر»، ثم عاد حسين حجازي في نفس العام إلى نادي المختلط غاضبًا من قرار الأهلي.
وفي عام 1929 عاد الأهلي ليُتوَّج باللَّقب الخامِس له على ملعب نادي السكة الحديد بجزيرة بدران، بعد فوزه في النِّهائي على الدَّرهام الإنجليزي بنَتيجة 2–0، سَجَّلَ محمود مختار التِّتش وتوفيق عبد الله هدفَي الأهلي. وفي عام 1930 فاز التِّرسانة باللَّقب الثَّاني له في البُطولة على ملعب النادي الأهلي، وذَلك بعد تغلبه في النِّهائي على المُختلط بنَتيجة 1–0، سَجَّلَ محمد شِميس هدف التِّرسانة الوَحيد في الدقيقة الخمسين. وفي عام 1931 فاز الأهلي باللَّقب السَّادس له على ملعب السكة الحديد بجزيرة بدران، وذَلك بعد تغلبه في النِّهائي على التِّرسانة بنَتيجة 1–0، وسَجَّلَ محمود مختار التِّتش هدفَ الأهلي الوَحيد قبل نهاية المبارة بثلاث دقائق.

### أبطال متعددون (1932–1938)
مُنذ عام 1932 وحتَّى عام 1934 سيطرت أندية القَناة على البُطولة، ففي عام 1932 فاز بور فؤاد بالبُطولة على ملعب نادي السكة الحديد، وذَلك بعد تغلبه في النِّهائي على الاتِّحاد السَّكَندري بنَتيجة 2–1، سَجَّلَ حُودة هدف الاتِّحاد السَّكَندري الوَحيد، بينما لا يُعرف من سَجَّلَ أهداف بور فؤاد. وفي عام 1933 فاز المِصري بالبُطولة على ملعب نادي بورفؤاد بحضور سبعة آلاف متفرج، بعد تغلبه في النِّهاني على نادي الأوليمبي بنَتيجة 2–1، سَجَّلَ إبراهيم بكير هدف التعادل للمصري، وسجل الهدف الثاني أحد لاعبي الأوليمبي في مرماه في الوقت الإضافي. في تلك النسخة هدد الأوليمبي بالانسحاب نظرًا لإقامة المبارة في بورسعيد، ولكنه سافر في الموعد المحدد، وأقيمت المبارة في بورسعيد.

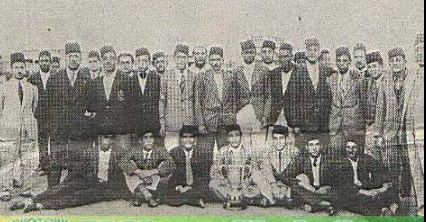
فريق النادي المصري بطل كأس السلطان حسين 1933.

حافظ المِصري على لَقبه للمرَّة الثَّانية عام 1934، بعد فوزه في النِّهائي على الأهلي بنَتيجة 4–2، سَجَّلَ محمد حسن هدفين وألماظ والحلبي هدفًا لكلٍّ منهما للمِصري، بينما سَجَّلَ محمود مختار التِّتش وحسين حمدي هدفي الأهلي. وفي عام 1935 فاز الاتِّحاد السَّكَندري بالبُطولة، بعد تغلبه في النِّهائي على الأهلي على ملعب بلدية الإسكندرية بنَتيجة 2–0، سَجَّلَ عبد المنعم جابر وعابِدين هدفي الاتِّحاد السَّكَندري. شهد هذا الموسم تأجيل مستمر لمباراة المختلط مع البوليس، إذ ذكرت مجلة آخر ساعة في عددها الصادر في 28 يناير 1928 أن المختلط صمم على أن تؤجل المباراة للمرة الثالثة لأن لاعبًا من كبار لاعبيه لم يأذن الله له بالشفاء بعد، لم توافق لجنة الكأس السلطاني على هذا التأجيل على أثر ذلك انسحب المختلط من المباراة. ثم تطورت القصة عندما أرسل النادي المختلط إنذارا إلى لجنة الكأس السلطاني، بأنه سينسحب من مسابقة الكأس إلى الأبد، ثم بعث مسؤول من اللجنة وهو المستر سيمبسون خطاب إلى المختلط ذكر فيه: «إن هذه المباراة التي يطلب المختلط تأجيلها أجلت بدل المرة مرات دون عذر مقبول، وأنه لم يسمع قبل اليوم أن مباراة تؤجل لأن أفراد الفريق يشكون المرض»، ثم أعلن في نهاية خطابه أن لجنة الكأس السلطاني اعتبرت البوليس فائزًا. كما هدد النادي الأهلي بالانسحاب من الكأس السلطانية بعد قرار لجنة الكأس السلطاني إقامة المباراة على ستاد الإسكندرية نظرًا لكثرة الأجانب فيها، ويقبلون على المباريات إقبالا لا يمثله إقبال في القاهرة، حيث تعود مسابقة الكأس السلطانية من المسابقات الخيرية، فتوزع إيراداتها على الجمعيات الخيرية والأندية الفقيرة. أوجد الكاتب جلال الدين الحامضي عذرا لنادي الأهلي فقال: إنَّ بعض لاعبي النادي من الطلبة وقد اقتربت الامتحانات. لعب الأهلي معظم مبارياته في تلك النسخة خارج القاهرة، ولعب الاتحاد كل مبارياته في الإسكندرية. ثم أوجد جلال حجة جري للأهلي فقال: إن المباراة تأجلت من يوم 5 مايو إلى 19 مايو، لأن ملعب المباراة مشغول يوم 5 مايو، و19 مايو هو اليوم الثاني من امتحانات المدارس، وبالتالي يغيب حارس الأهلي، وجناحه الأيمن، وساعده الأيمن، ونادي الاتحاد لا يملك طلبه، ولكن الكاتب ذكر أن حارس الأهلي شارك في اللقاء بعد تأجيل امتحانه.
وفي عام 1936 فاز السِّكَّة الحَديد باللَّقب الثَّاني له في البُطولة، بعد تغلبه في النِّهائي على الأهلي بنَتيجة 4–3، ولا يُعرف من سَجَّلَ أهداف المُباراة. وفي عام 1937 فاز المِصري باللَّقب الثَّالث له في البُطولة، وذَلك بعد تغلبه في النِّهائي على المُختلط بنَتيجة 2–1، ولا يُعرف من سَجَّلَ أهداف المُباراة. وبعد إنتهاء المبارة امتنع لأعبي المختلط عن استلام الميداليات اعتراضًا على الحكم، ووصفت جريدة الأهرام الحادثة في عددها الصادر في 24 مايو 1937 بالآتي: «أما الحكم الجاويش لاب فكان مترددا في أحكامه ولم يرض حتى الفريق المنتصر وقد أثر موقفه على لاعبي المختلط أشد تأثيرا حتى أنهم عند النهاية امتنعوا عن تسلم الميداليات. وكل من حضر المباراة يلتمس لهم العذر لما حل بهم من قبل.». وكانت نُسخة عام 1938 هي آخر نُسخة من بُطولة كَأس السُلطان حسين، وكان آخر بطل لها هو الأهلي الذي فاز في النِّهائي على المِصري بنَتيجة 1–0؛ ليفوز الأهلي بالبُطولة للمرَّة السَّابِعة في تاريخه، وسَجَّلَ مُصطفى لطيف هدفَ الأهلي الوَحيد.

## بطولات الاتحاد المختلط لجمعيات الألعاب الرياضية في مصر

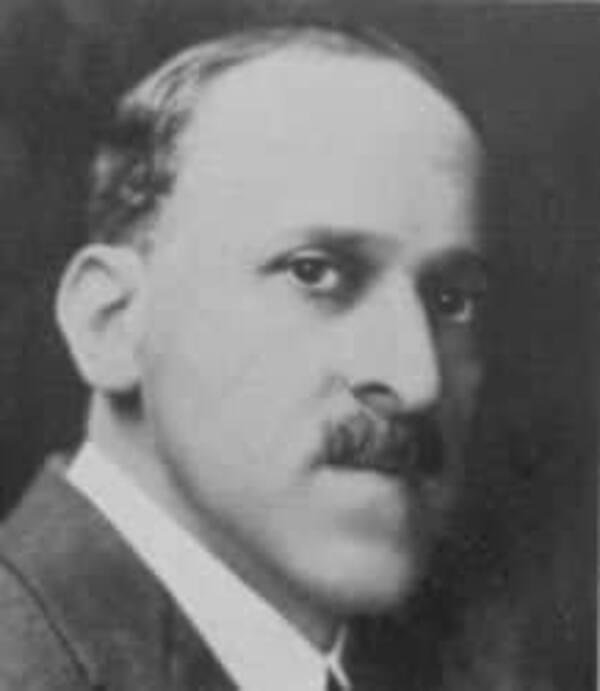
بولاناكي

ثبت تَارِيخِيًّا أن أقيمت بطولة أخرى تحت اسم الكأس السلطانية من تنظيم الاتحاد المختلط لجمعيات الألعاب الرياضية في مصر، شاركت فيها فرق الاحتلال الإنجليزي فقط. ذكرت صحيفة المضمار في عددها الصادر في 16 ديسمبر 1921 التالي: بطولات الاتحاد المختلط لجمعيات الألعاب الرياضية في مصر- مسابقات الكأس السلطانية، ثم ذكرت «شرع هذا الاتحاد الذي يرأسه الرياضي الشهير المسيو بولاناكي في إجراء مسابقة كرة قدم في ثغر الإسكندرية باسم الكأس السلطانية. وهذه الكأس تفضل بتقديمها صاحب العظمة السلطان فؤاد الأول والمباريات لإحرازها غير مباريات الكأس السلطانية للاتحاد الإنكليزي المصري»، ووصفت البطولة التي شاركت فيها الفرق الإنجليزية والفرق المصرية بالتالي: الجمعية المصرية الإنجليزية لكرة القدم (الكأس الفضية السلطانية).

## الفائزون باللقب

### وفقًا للأعوام
| - 1917: فريق سلاح الإشارة للجيش البِريطاني - 1918: فريق سلاح المدفعية للجيش البِريطاني - 1919: فريق سلاح المشاة للجيش البِريطاني - 1920: فريق الشرود البريطاني - 1921: الزَّمالك - 1922: الزَّمالك - 1923: الأهلي - 1924: السِّكَّة الحَديد | - 1925: الأهلي - 1926: الأهلي - 1927: الأهلي - 1928: التِّرسانة - 1929: الأهلي - 1930: التِّرسانة - 1931: الأهلي - 1932: بور فؤاد | - 1933: المِصري - 1934: المِصري - 1935: الاتِّحاد السَّكَندري - 1936: السِّكَّة الحَديد - 1937: المِصري - 1938: الأهلي |

### وفقًا للأندية
| النَّادي                             | عدد مرَّات الفوز | مَواسم الفوز                              |
| ---------------------------------- | -------------- | ---------------------------------------- |
| الأهلي                             | 7 مرَّات         | 1923، 1925، 1926، 1927، 1929، 1931، 1938 |
| المِصري                             | 3 مرَّات         | 1933، 1934، 1937                         |
| الزَّمالك                            | مرَّتَين          | 1921، 1922                               |
| السِّكَّة الحَديد                       | مرَّتَين          | 1924، 1936                               |
| التِّرسانة                           | مرَّتَين          | 1928، 1930                               |
| فريق سِلاح الإشارة للجيش البريطاني  | مرَّة واحِدة      | 1917                                     |
| فريق سِلاح المدفعية للجيش البريطاني | مرَّة واحِدة      | 1918                                     |
| فريق سِلاح المشاة للجيش البريطاني   | مرَّة واحِدة      | 1919                                     |
| فريق الشرود البريطاني              | مرَّة واحِدة      | 1920                                     |
| بور فؤاد                           | مرَّة واحِدة      | 1932                                     |
| الاتِّحاد السَّكَندري                   | مرَّة واحِدة      | 1935                                     |

## النهائيات
| العام | البلد    | البطل                              | النَّتيجة | الوَصيف                | البلد    | مُسجلي الأهداف                                                                   | التَّاريخ       |
| ----- | -------- | ---------------------------------- | ------- | --------------------- | -------- | ------------------------------------------------------------------------------- | ------------- |
| 1917  | بريطانيا | فريق سِلاح الإشارة للجيش البريطاني  | [ ا ]   | [ ا ]                 | [ ا ]    | [ ا ]                                                                           | 5 مايو 1917   |
| 1918  | بريطانيا | فريق سِلاح المدفعية للجيش البريطاني | 1–0     | فوسيلرز سيتادل        | بريطانيا | ؟؟ (فريق سِلاح المدفعية للجيش البريطاني)                                         | 13 أبريل 1918 |
| 1919  | بريطانيا | فريق سِلاح المشاة للجيش البريطاني   | [ ب ]   | [ ب ]                 | [ ب ]    | [ ب ]                                                                           | [ ب ]         |
| 1920  | بريطانيا | فريق الشرود البريطاني              | [ ب ]   | [ ب ]                 | [ ب ]    | [ ب ]                                                                           | [ ب ]         |
| 1921  | مصر      | المُختلط                            | 2–1     | فريق الشرود البريطاني | بريطانيا | حسين حِجازي (هدفين) (المُختلط) ؟؟ (الشرود)                                        | 15 أبريل 1921 |
| 1922  | مصر      | المُختلط                            | 3–1     | فريق الشرود البريطاني | بريطانيا | علي رياض، مختار صقر، حسين حِجازي (المُختلط) ؟؟ (الشرود)                           | 25 أبريل 1922 |
| 1923  | مصر      | الأهلي                             | 2–1     | دراجونز               | بريطانيا | أحمد مختار، خليل حسني (الأهلي) ؟؟ (دراغونز)                                     | 10 أبريل 1923 |
| 1924  | مصر      | السِّكَّة الحَديد                       | 5–0     | المُختلط               | مصر      | علي رياضي (هدفين)، محمد شِميس، حسين حِجازي، علي الحسَّاني (السِّكَّة الحَديد)            | 4 أبريل 1924  |
| 1925  | مصر      | الأهلي                             | 4–1     | الاتِّحاد السَّكَندري      | مصر      | السَّيِّد أباظة (ثلاثة أهداف)، علي الحسَّاني (الأهلي) إبراهيم مَرعي (الاتِّحاد السَّكَندري) | 13 مارس 1925  |
| 1926  | مصر      | الأهلي                             | 1–0     | التِّرسانة              | مصر      | أحمد صادق (الأهلي)                                                              | 30 أبريل 1926 |
| 1927  | مصر      | الأهلي                             | 2–0     | الهوسار               | إنجلترا  | حسين حِجازي، محمود مختار صقر (الأهلي)                                            | 20 مايو 1927  |
| 1928  | مصر      | التِّرسانة                           | 2–1     | الأهلي                | مصر      | علي رياض (هدفين) (التِّرسانة) محمود مختار التِّتش (الأهلي)                          | 13 أبريل 1928 |
| 1929  | مصر      | الأهلي                             | 2–0     | الدَّراهم               | اسكتلندا | محمود مختار التِّتش، توفيق عبد الله (الأهلي)                                      | 19 أبريل 1929 |
| 1930  | مصر      | التِّرسانة                           | 1–0     | المُختلط               | مصر      | محمد شِميس (التِّرسانة)                                                            | 11 أبريل 1930 |
| 1931  | مصر      | الأهلي                             | 1–0     | التِّرسانة              | مصر      | محمود مختار التِّتش (الأهلي)                                                      | 17 أبريل 1931 |
| 1932  | مصر      | بور فؤاد                           | 2–1     | الاتِّحاد السَّكَندري      | مصر      | ؟؟، ؟؟ (بور فؤاد) حُودة (الاتِّحاد السَّكَندري)                                       | 10 أبريل 1932 |
| 1933  | مصر      | المِصري                             | 2–1     | الأوليمبي             | مصر      | بكير، ؟؟ (المِصري) ؟؟ (الأوليمبي)                                                | 26 مارس 1933  |
| 1934  | مصر      | المِصري                             | 4–2     | الأهلي                | مصر      | محمد حسن (هدفين)، ألماظ، الحلبي (المِصري) محمود مختار التِّتش، حسين حمدي (الأهلي)  | 6 مايو 1934   |
| 1935  | مصر      | الاتِّحاد السَّكَندري                   | 2–0     | الأهلي                | مصر      | عبد المنعم جابر، عابِدين (الاتِّحاد السَّكَندري)                                      | 17 مايو 1935  |
| 1936  | مصر      | السِّكَّة الحَديد                       | 4–3     | الأهلي                | مصر      | ؟؟، ؟؟، ؟؟، ؟؟ (السِّكَّة الحَديد) ؟؟، ؟؟، ؟؟ (الأهلي)                               | 6 نوفمبر 1936 |
| 1937  | مصر      | المِصري                             | 2–1     | المُخْتَلط               | مصر      | ألماظ، المناخلي (المِصري) حليم (المُختلط)                                         | 23 مايو 1937  |
| 1938  | مصر      | الأهلي                             | 1–0     | المِصري                | مصر      | مُصطفى لطيف (الأهلي)                                                             | 20 مايو 1938  |

## معرض صور

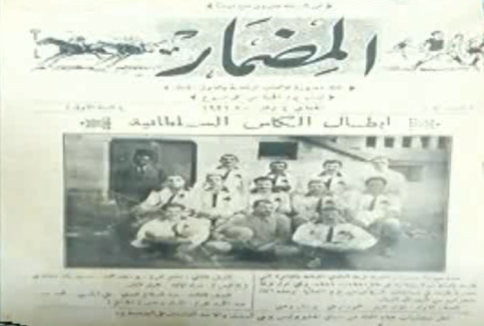
منشور صحيفة المضمار عن نادي الزمالك بطل الكأس السلطانية 1921.
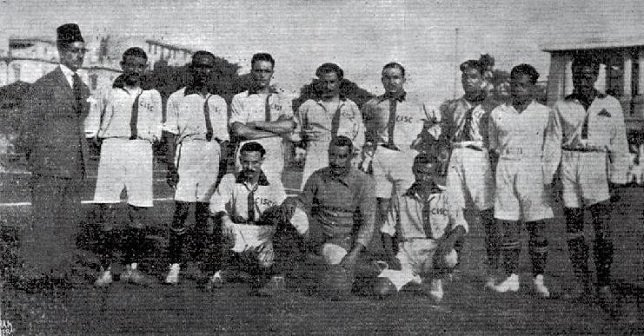
فريق نادي الزمالك بطل الكأس السلطانية 1922.
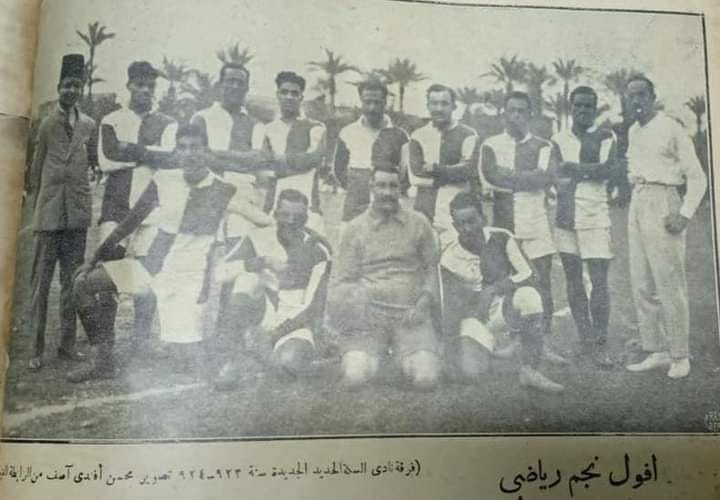
فريق نادي السكة الحديد بطل الكأس السلطانية 1924.
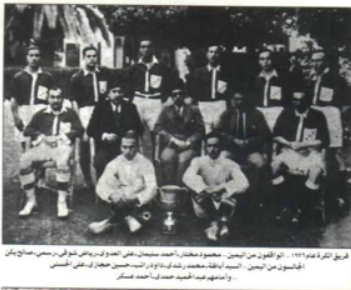
فريق النادي الأهلي بطل الكأس السلطانية 1925.
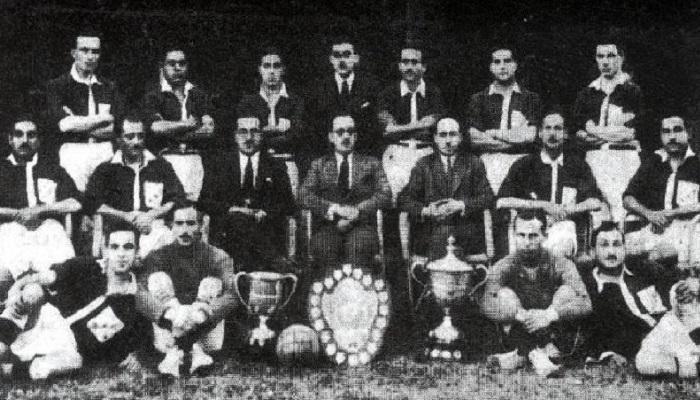
فريق النادي الأهلي بطل الكأس السلطانية 1926.
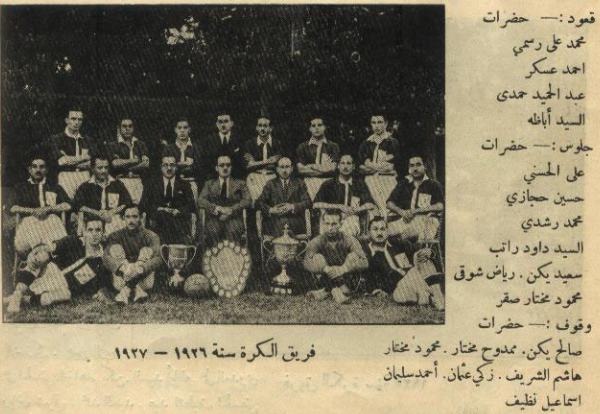
فريق النادي الأهلي بطل الكأس السلطانية 1927.
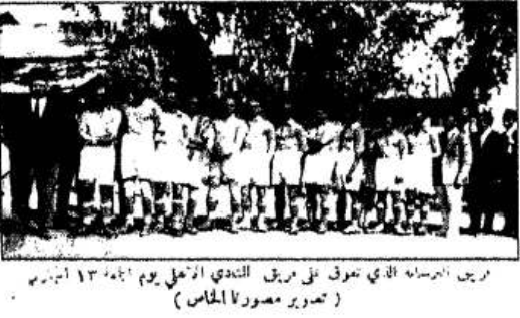
فريق نادي الترسانة بطل الكأس السبطانية 1928.
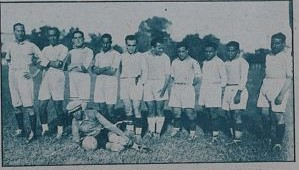
فريق النادي الأهلي بطل الكأس السلطانية 1929.
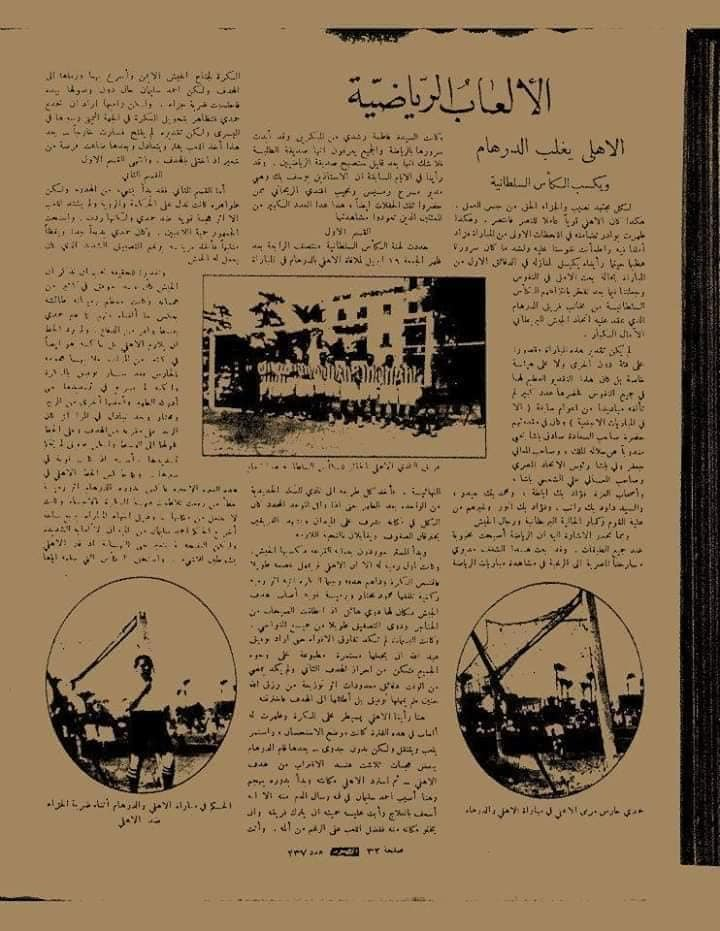
منشور صحيفة المصور عن نهائي الكأس السلطانبة 1929
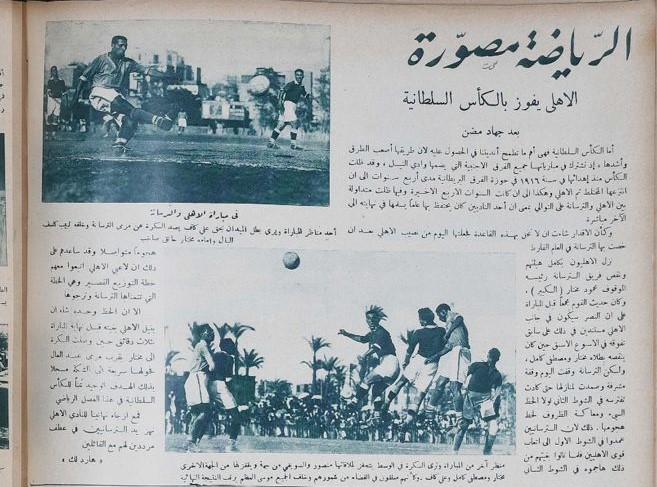
منشور صحيفة المصور عن نهائي الكأس السلطانبة 1931.
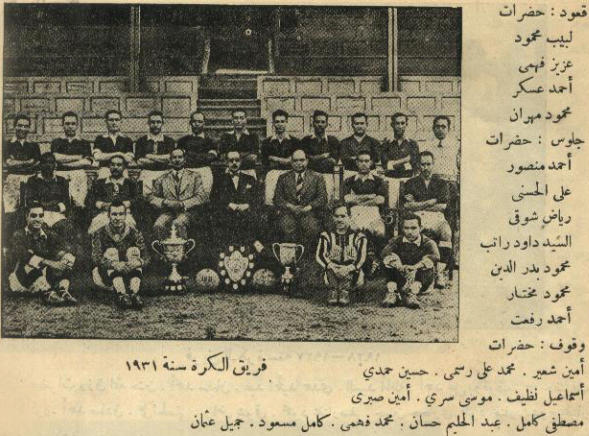
فريق النادي الأهلي بطل الكأس السلطانية 1931.
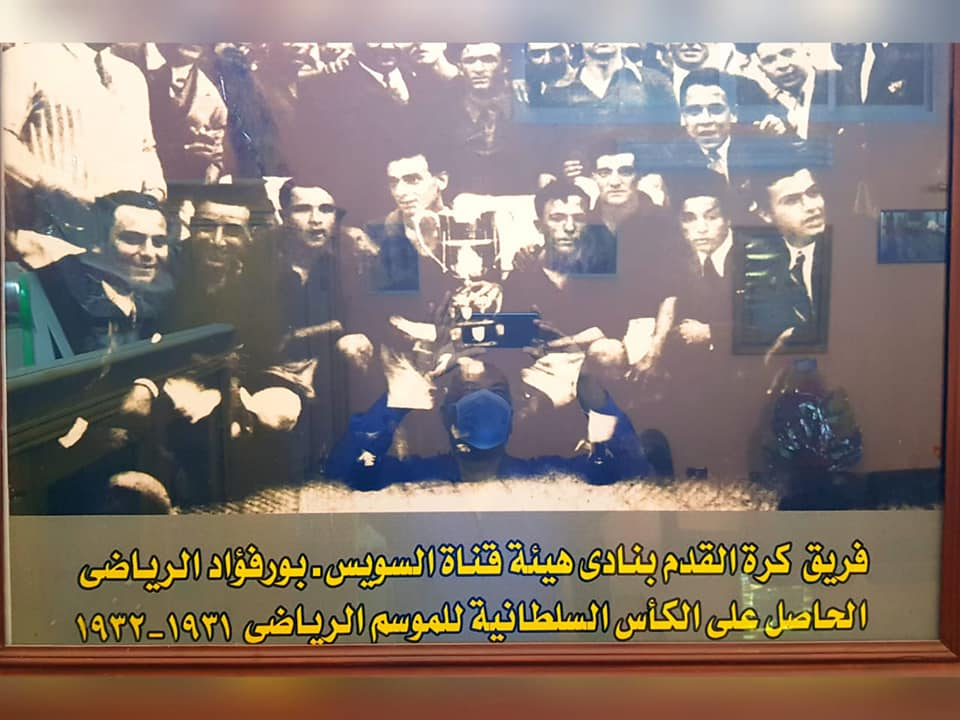
فريق نادي بورفؤاد بطل الكأس السلطانية 1933.
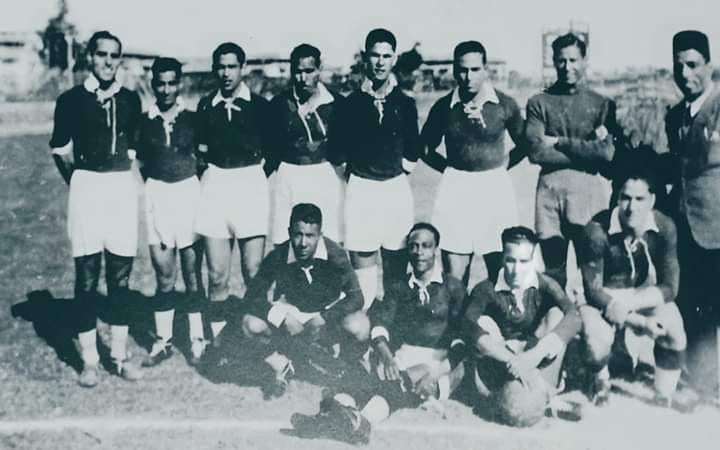
فريق النادي المصري بطل الكأس السلطانية 1934.
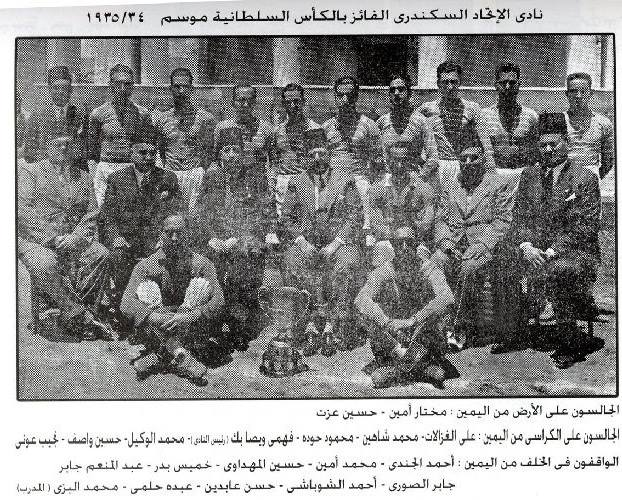
فريق الاتحاد السكندري بطل الكأس السلطانية 1935.
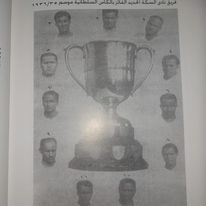
فريق نادي السكة الحديد بطل الكأس السلطانية 1936.
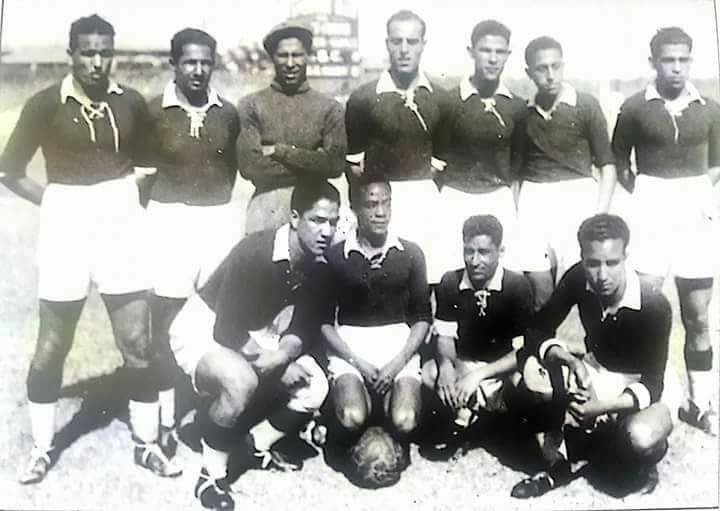
فريق النادي المصري بطل الكأس السلطانية 1937.
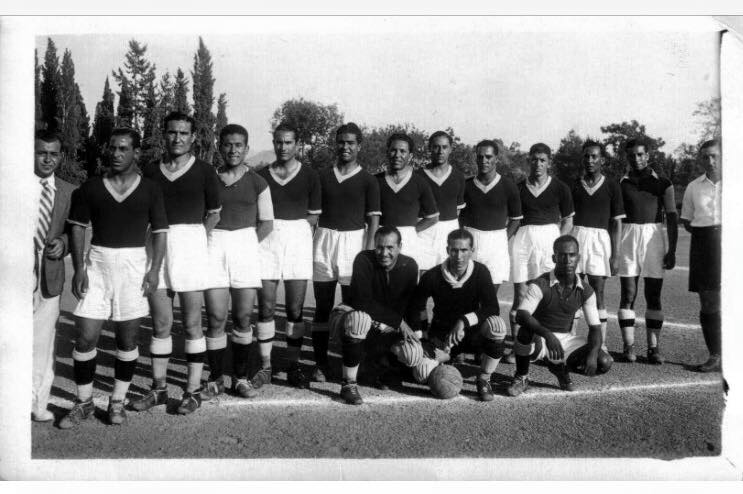
فريق النادي الأهلي بطل الكأس السلطانية 1938.

### فهرس المراجع
باللغة العربية
1. ↑  "الكأس السلطانية". جريدة الدستور (مؤمن المحمدي) (بar-eg). 27 Jul 2021. Archived from the original on 2021-09-01. Retrieved 2022-04-13.{{استشهاد ويب}}:  صيانة الاستشهاد: لغة غير مدعومة (link)
2. 1 2  "الاتحاد المصري يضم كأس السلطان حسين لمسابقاته". محاضر مجلس الإدارة. 31 ديسمبر 2021. قناة الأهلي. مؤرشف من الأصل في 2022-04-20.
3. 1 2 3  "الساحرة المستديرة.. تبوح بأسرارها". مكتبة الإسكندرية الجديدة ع. 38. يوليو 2019: 29. مؤرشف من الأصل في 2023-04-06. {{استشهاد بدورية محكمة}}: الاستشهاد بدورية محكمة يطلب |دورية محكمة= (مساعدة)
4. ↑  
عادل سعد (2018). كرة بيديا. ص. 18.
5. ↑  "الكأس السلطانية لمكأفاة الفائزين بالألعاب الرياضية". 29 أبريل 1917. ص. 4. مؤرشف من الأصل في 2022-04-30. {{استشهاد بخبر}}: الوسيط غير المعروف |بواسطة= تم تجاهله يقترح استخدام |عبر= (مساعدة)
6. ↑  "تقرير.. من فاز بأول بطولة كأس مصر". يلاكورة.كوم. عادل سعد. مؤرشف من الأصل في 2022-04-12. اطلع عليه بتاريخ 2022-04-12.
7. ↑  "الساحرة المستديرة.. تبوح بأسرارها". مكتبة الإسكندرية الجديدة ع. 38. يوليو 2019: 58–59. مؤرشف من الأصل في 2022-04-23. {{استشهاد بدورية محكمة}}: الاستشهاد بدورية محكمة يطلب |دورية محكمة= (مساعدة)
8. ↑  ياسر أيوب (2018). مصر وكرة القدم: مصر وكرة القدم التاريخ الحقيقى.. أين وكيف بدأت الحكاية. ص. 325.
9. ↑  حسن المستكاوي (2008). النادي الأهلي. ص. 129. مؤرشف من الأصل في 2022-04-12.
10. ↑  الديك، محمد. "زي النهاردة.. الأهلي بطل كأس السلطان حسين للمرة الرابعة في تاريخه - سبورت 360". سبورت 360. مؤرشف من الأصل في 2022-01-28. اطلع عليه بتاريخ 2022-04-14.
11. ↑  لمحات من مائة عام (PDF). الاتحاد المصري لكرة القدم. 2021. ص. 7. مؤرشف من الأصل (PDF) في 2022-04-12.
12. ↑  "أول طريق البطولات والأرقام القياسية – الموقع الرسمي للنادي الأهلي". مؤرشف من الأصل في 2020-07-17. اطلع عليه بتاريخ 2020-08-06.
13. ↑  عادل أمين؛ خالد توحيد (2001). الزمالك 90 سنة كرة وبطولة. ص. 76–77. مؤرشف من الأصل في 2022-04-30.
14. ↑  عادل أمين؛ خالد توحيد (2001). الزمالك 90 سنة كرة وبطولة. ص. 77–78. مؤرشف من الأصل في 2022-04-30.
15. 1 2 3  عادل أمين؛ خالد توحيد (2001). الزمالك 90 سنة كرة وبطولة. ص. 78. مؤرشف من الأصل في 2022-04-30.
16. ↑  "«الكابتن لطيف» و«مختار التتش» يخطفان أنظار الجماهير في كأس العالم سنة 1934| صور". بوابة الأهرام. مؤرشف من الأصل في 2022-03-25. اطلع عليه بتاريخ 2022-04-12.
17. ↑  السلطانية منذ مائة سنة المِصري اليَوْم (ياسر أيوب). اطُّلِع عليه بتاريخ 15 يونيو 2021 نسخة محفوظة 15 يوليو 2017 على موقع واي باك مشين.
18. ↑  عادل أمين؛ خالد توحيد (2001). الزمالك 90 سنة كرة وبطولة. ص. 78–79. مؤرشف من الأصل في 2022-04-30.
19. ↑  حسن المستكاوي (2008). النادي الأهلى. ص. 101. مؤرشف من الأصل في 2022-04-14.
20. ↑  "الحالة الرياضية بالنادي". ذكري مرور 25 عاما علي تأسيس النادي الأهلي (PDF). 1932. ص. 49. مؤرشف من الأصل (PDF) في 2023-04-06.
21. ↑   (ورقي ممسوح ضوئياً). مصر. ج. الثالث. ص. 10. {{استشهاد بمجلة}}: الاستشهاد ب$1 يطلب |$2= (مساعدة) والوسيط |title= غير موجود أو فارغ (مساعدة)
22. 1 2 3  ياسر أيوب. مصر وكرة القدم: مصر وكرة القدم التاريخ الحقيقى.. أين وكيف بدأت الحكاية. ص. 107.
23. ↑  حسن المستكاوي (2008). النادي الأهلي. ص. 102. مؤرشف من الأصل في 2022-04-12.
24. ↑  "الأهلي الوطني... وأول بطولة رسمية – الموقع الرسمي للنادي الأهلي". مؤرشف من الأصل في 2020-01-12. اطلع عليه بتاريخ 2020-08-05.
25. ↑  "أبطال الكأس السلطانية". المضمار. مصر. ع. 3. ص. 1.
26. ↑  "الألعاب الرياضية". 15 أبريل 1921. مؤرشف من الأصل في 2022-05-25. {{استشهاد بخبر}}: الوسيط غير المعروف |بواسطة= تم تجاهله يقترح استخدام |عبر= (مساعدة)
27. ↑  ياسر أيوب. مصر وكرة القدم: مصر وكرة القدم التاريخ الحقيقى.. أين وكيف بدأت الحكاية. ص. 126.
28. ↑  أنور العشري (1 فبراير 2016).  (ورقي ممسوح ضوئياً). مصر. ص. 12 https://archive.org/details/10_20220427/9.jpg. {{استشهاد بمجلة}}: الاستشهاد ب$1 يطلب |$2= (مساعدة) والوسيط |title= غير موجود أو فارغ (مساعدة)
29. ↑  Farrag، Abdou Farrag Abdou (5 يناير 2021). "110 سنة زمالك.. الأبيض يحقق أول بطولة لنادي مصري بعد التتويج بكأس السلطان حسين". الموقع الرسمى لنادى الزمالك | Zamalek Sports Club Official Web site. مؤرشف من الأصل في 2021-01-09. اطلع عليه بتاريخ 2022-04-12.
30. ↑  "صيحفة الشرف". ذكرى مرور 25 عاما علي تأسيس النادي الأهلي (PDF). ص. 67. مؤرشف من الأصل (PDF) في 2023-04-06.
31. 1 2  الأهلي نادي الوطنية. مصر (فيلم). قناة الأهلي. 25 أبريل 2021. مؤرشف من الأصل في 2022-05-05.
32. ↑  "الحلقة الرابعة عشر". محاضر مجلس الإدارة. 31 ديسمبر 2021.  21-23 دقيقة. قناة الأهلي. مؤرشف من الأصل في 2022-05-05.
33. ↑  "الاتحاد المصري لكرة القدم". مصر. ص. 38. مؤرشف من الأصل في 2023-04-06. {{استشهاد بمجلة}}: الاستشهاد ب$1 يطلب |$2= (مساعدة)
34. ↑  "الكأس السلطانية". مصر. ص. 38. مؤرشف من الأصل في 2023-04-06. {{استشهاد بمجلة}}: الاستشهاد ب$1 يطلب |$2= (مساعدة)
35. ↑  "أين تذهب بعد شم النسيم". أبريل 1923. مؤرشف من الأصل في 2022-04-26. {{استشهاد بخبر}}: الوسيط غير المعروف |بواسطة= تم تجاهله يقترح استخدام |عبر= (مساعدة)
36. ↑  "الأهلي يكسب الكأس السلطانية". 11 أبريل 1923. ص. 5. مؤرشف من الأصل في 2023-04-07. {{استشهاد بخبر}}: الوسيط غير المعروف |بواسطة= تم تجاهله يقترح استخدام |عبر= (مساعدة)
37. 1 2 3  أحمد شرين فوزي (2013). النادي الأهلي ومائة عام كرة قدم. ص. 22.
38. ↑  "يقيم الاتحاد المصري مباراته النهائية في الكأس السلطانية بين  النادي السكة الحديدية والمختلط  بارض السكة الحديدية". أبريل 1924. مؤرشف من الأصل في 2023-04-06. {{استشهاد بخبر}}: الوسيط غير المعروف |بواسطة= تم تجاهله يقترح استخدام |عبر= (مساعدة)
39. ↑  أيوب، ياسر. "تاريخ المصريين مع كرة القدم (18) الثورة الكروية على أندية القاهرة". يلاكورة.كوم. مؤرشف من الأصل في 2022-04-12. اطلع عليه بتاريخ 2022-04-12.
40. ↑  "100 رقم قبل ديربي القاهرة بين الأهلي والزمالك قبل نهائي إفريقيا.. حسين ياسر صاحب أسرع هدف.. عبد الكريم صقر هداف لقاءات القمة.. التاريخ ينحاز للأحمر في مواجهات نوفمبر.. وفيصل آخر المسجلين في مباريات الكلاسيكو". سوبر كورة. 27 نوفمبر 2020. مؤرشف من الأصل في 2022-01-29. اطلع عليه بتاريخ 2022-01-28.
41. 1 2  عادل سعد. كرة بيديا. ص. 24.
42. ↑  ياسر أيوب (2018). مصر وكرة القدم: مصر وكرة القدم التاريخ الحقيقى.. أين وكيف بدأت الحكاية. ص. 302.
43. ↑  "الثلاثية الأولى في تاريخ مصر – الموقع الرسمي للنادي الأهلي". مؤرشف من الأصل في 2020-07-02. اطلع عليه بتاريخ 2020-08-12.
44. ↑  "كأس السلطان للمرة الثالثة – الموقع الرسمي للنادي الأهلي". مؤرشف من الأصل في 2020-06-21. اطلع عليه بتاريخ 2020-08-13.
45. ↑  "حفلة مبارة كرة القدم لنيل الكأس السلطانية" (PDF). المصور (ورقي ممسوح ضوئياً). مصر: دار الهلال. ع. 137. 27 مايو 1927. ص. 12. مؤرشف من الأصل (PDF) في 2023-04-06.
46. 1 2  أحمد شرين فوزي. النادي الأهلي ومائة عام كرة قدم. 2013. ص. 23.
47. ↑  "الثلاثية الثانية – الموقع الرسمي للنادي الأهلي". مؤرشف من الأصل في 2020-01-12. اطلع عليه بتاريخ 2020-08-12.
48. ↑  "الأهلي والترسانة اليوم". 13 أبريل 1928. مؤرشف من الأصل في 2023-04-06. {{استشهاد بخبر}}: الوسيط غير المعروف |بواسطة= تم تجاهله يقترح استخدام |عبر= (مساعدة)
49. ↑  "الترسانة تغلب الأهلي وتنال الكأس السلطانية" (PDF). المصور (ورقي ممسوح ضوئياً). مصر: دار الهلال. ع. 184. 20 أبريل 1928. ص. 30. مؤرشف من الأصل (PDF) في 2023-04-06.
50. ↑  "ظاهرة سيئة" (PDF). المصور (ورقي ممسوح ضوئياً). مصر: دار الهلال. ع. 184. 20 أبريل 1928. ص. 30. مؤرشف من الأصل (PDF) في 2023-04-06.
51. ↑  "الكأس السلطانية". 19 أبريل 1928. مؤرشف من الأصل في 2023-04-07. {{استشهاد بخبر}}: الوسيط غير المعروف |بواسطة= تم تجاهله يقترح استخدام |عبر= (مساعدة)
52. ↑  النادي الأهلي (17 أبريل 1928). محضر اللجنة العليا (Report). مؤرشف من الأصل في 2023-04-06.
53. ↑  "وقف حجازي ثلاثة شهور بعد هزيمة الأهلي" (PDF). المصور (ورقي ممسوح ضوئياً). مصر: دار الهلال. ع. 185. 27 أبريل 1928. ص. 28. مؤرشف من الأصل (PDF) في 2023-04-06.
54. ↑  "إيقاف حجازي". 19 أبريل 1928. مؤرشف من الأصل في 2023-04-07. {{استشهاد بخبر}}: الوسيط غير المعروف |بواسطة= تم تجاهله يقترح استخدام |عبر= (مساعدة)
55. ↑  "مسالة إيقاف حجازي". 23 أبريل 1928. مؤرشف من الأصل في 2023-04-07. {{استشهاد بخبر}}: الوسيط غير المعروف |بواسطة= تم تجاهله يقترح استخدام |عبر= (مساعدة)
56. ↑  "عدم سفر حجازي" (PDF) (ورقي ممسوح ضوئياً). مصر: دار الهلال. ع. 188. 18 مايو 1928. ص. 29. مؤرشف من الأصل (PDF) في 2023-04-06. {{استشهاد بمجلة}}: الاستشهاد ب$1 يطلب |$2= (مساعدة)
57. ↑  "تعرف على جذور المنافسة التقليدية بين الأهلي والزمالك منذ مطلع القرن العشرين". أحمد حسن (بar-aa). Archived from the original on 2016-06-01. Retrieved 2022-04-19.{{استشهاد ويب}}:  صيانة الاستشهاد: لغة غير مدعومة (link)
58. ↑  "الكأس السلطاني". 21 أبريل 1929. ص. 4. {{استشهاد بخبر}}: الوسيط غير المعروف |بواسطة= تم تجاهله يقترح استخدام |عبر= (مساعدة)
59. ↑  "العدد 237 من صحيفة المصور" (ورقي ممسوح ضوئياً). مصر: دار الهلال. ع. 237. ص. 32. مؤرشف من الأصل في 2023-04-06. اطلع عليه بتاريخ 2022-04-25. {{استشهاد بمجلة}}: الاستشهاد ب$1 يطلب |$2= (مساعدة)
60. ↑  عادل سعد (2018). كرة بيديا. ص. 30.
61. ↑  "أبطال كرة القدم وختام فصلها في مصر". مصر. ع. 806. 21 يوليو 1931. مؤرشف من الأصل في 2023-04-07. {{استشهاد بمجلة}}: الاستشهاد ب$1 يطلب |$2= (مساعدة)
62. ↑  "الأهلي يفوز بالكأس السلطانية". المصور (ورقي ممسوح ضوئياً). مصر: دار الهلال. ع. 341. 24 أبريل 1931. ص. 12. مؤرشف من الأصل في 2022-04-26.
63. ↑  "الترسانة تقهر بور فؤاد". مصر. ع. 398. مؤرشف من الأصل في 2023-04-07. اطلع عليه بتاريخ 2022-04-25. {{استشهاد بمجلة}}: الاستشهاد ب$1 يطلب |$2= (مساعدة)
64. ↑  "Page 22" (ورقي ممسوح ضوئياً) (بالإنجليزية). مصر. No. 388. p. 22. Archived from the original on 2022-04-26. Retrieved 2023-01-29. {{استشهاد بمجلة}}: الاستشهاد ب$1 يطلب |$2= (help)
65. ↑  "بؤرفواد يفوز على الاتحاد". 12 أبريل 1934. مؤرشف من الأصل في 2023-04-07. {{استشهاد بخبر}}: الوسيط غير المعروف |بواسطة= تم تجاهله يقترح استخدام |عبر= (مساعدة)
66. ↑  "المصري يفوز بالكأس السلطانية". 27 مارس 1933. مؤرشف من الأصل في 2023-04-06. {{استشهاد بخبر}}: الوسيط غير المعروف |بواسطة= تم تجاهله يقترح استخدام |عبر= (مساعدة)
67. ↑  الحامصي، جلال الدين. "حادثة مشابه". مصر. ص. 57. {{استشهاد بمجلة}}: الاستشهاد ب$1 يطلب |$2= (مساعدة)
68. ↑  "البوسعيديون يحفون لمقابلة قطار المصاقير". مايو 1934. مؤرشف من الأصل في 2023-04-06. {{استشهاد بخبر}}: الوسيط غير المعروف |بواسطة= تم تجاهله يقترح استخدام |عبر= (مساعدة)
69. ↑  "النادي المصري". 7 مايو 1934. مؤرشف من الأصل في 2023-04-07. {{استشهاد بخبر}}: الوسيط غير المعروف |بواسطة= تم تجاهله يقترح استخدام |عبر= (مساعدة)
70. ↑  الحامصي، جلال الدين. "الكأس السلطانية". مصر. ص. 56. {{استشهاد بمجلة}}: الاستشهاد ب$1 يطلب |$2= (مساعدة)
71. ↑  "الاتحاد يفوز بالكأس السلطانية". منتصف الثمانينات. مؤرشف من الأصل في 2023-04-06. {{استشهاد بخبر}}: تحقق من التاريخ في: |تاريخ= (مساعدة) والوسيط غير المعروف |بواسطة= تم تجاهله يقترح استخدام |عبر= (مساعدة)
72. ↑  الحامصي، جلال الدين. "انسحاب". مصر. ص. 57. {{استشهاد بمجلة}}: الاستشهاد ب$1 يطلب |$2= (مساعدة)
73. ↑  الحامصي، جلال الدين. "حكاية الانسحاب". مصر. ص. 57. {{استشهاد بمجلة}}: الاستشهاد ب$1 يطلب |$2= (مساعدة)
74. ↑  الحامصي، جلال الدين. "النادي الأهلي يهدد بالانسحاب من الكأس السلطانية". مصر. ص. 57. {{استشهاد بمجلة}}: الاستشهاد ب$1 يطلب |$2= (مساعدة)
75. ↑  الحامصي، جلال الدين. "معذور". مصر. ص. 57. {{استشهاد بمجلة}}: الاستشهاد ب$1 يطلب |$2= (مساعدة)
76. ↑  الحامصي، جلال الدين. "اللعبة الرياضية". مصر. ص. 57. {{استشهاد بمجلة}}: الاستشهاد ب$1 يطلب |$2= (مساعدة)
77. ↑  الحامصي، جلال الدين. "الأسباب". مصر. ص. 57. {{استشهاد بمجلة}}: الاستشهاد ب$1 يطلب |$2= (مساعدة)
78. ↑  الحامصي، جلال الدين. "النهاية". مصر. ص. 56. {{استشهاد بمجلة}}: الاستشهاد ب$1 يطلب |$2= (مساعدة)
79. ↑  "فازت السكة الحديدية أربع اصابات لثلاث". 7 نوفمبر 1936. ص. 14. مؤرشف من الأصل في 2022-04-30. {{استشهاد بخبر}}: الوسيط غير المعروف |بواسطة= تم تجاهله يقترح استخدام |عبر= (مساعدة)
80. ↑  "الكأس السلطانية". المصور (ورقي ممسوح ضوئياً). مصر: دار الهلال. ع. 660. 6 يونيو 1973. ص. 27. مؤرشف من الأصل في 2022-04-26.
81. ↑  "المصري يهزم المختلط ويفوز بالكأس السلطانية". 24 مايو 1938. ص. 14. مؤرشف من الأصل في 2023-04-06. {{استشهاد بخبر}}: الوسيط غير المعروف |بواسطة= تم تجاهله يقترح استخدام |عبر= (مساعدة)
82. ↑  "تعادل ثم فوز" (ورقي ممسوح ضوئياً). مصر: دار الهلال. ع. 711. 28 مايو 1938. مؤرشف من الأصل في 2022-04-26. {{استشهاد بمجلة}}: الاستشهاد ب$1 يطلب |$2= (مساعدة)
83. 1 2  "الأهلي يفوز بالكأس السلطانية". 21 مايو 1938. ص. 13. مؤرشف من الأصل في 2022-04-30. {{استشهاد بخبر}}: الوسيط غير المعروف |بواسطة= تم تجاهله يقترح استخدام |عبر= (مساعدة)
84. ↑  "رقم قياسي للأبد وخماسية القمة – الموقع الرسمي للنادي الأهلي". مؤرشف من الأصل في 2020-01-13. اطلع عليه بتاريخ 2020-08-12.
85. ↑  "الاتحاد المختلط لجمعيات الألعاب الرياضية في مصر- مسابقات الكأس السلطانية" (ورقي ممسوح ضوئياً). مصر. 16 ديسمبر 1921. ص. 134. مؤرشف من الأصل في 2023-04-06. {{استشهاد بمجلة}}: الاستشهاد ب$1 يطلب |$2= (مساعدة)
86. ↑  الأهلي نادي الوطنية. مصر (فيلم). قناة الأهلي. 25 أبريل 2021.  وقع ذلك في الدقيقة 11. مؤرشف من الأصل في 2022-05-05.
87. 1 2  النادي الأهلي. دار الشروق. 2008. ص. 251–252. مؤرشف من الأصل في 2022-04-12.
88. ↑  "الإنجازات – الموقع الرسمي للنادي الأهلي". مؤرشف من الأصل في 2021-11-08. اطلع عليه بتاريخ 2021-11-21.
89. ↑  "Official Website :: Al Masry Sporting Club :: الموقع الرسمي للنادي المصري :: تأسس عام 1920 :: المصري بطل كأس السلطان 3 مرات". مؤرشف من الأصل في 2016-04-11. اطلع عليه بتاريخ 2021-11-21.
90. ↑  Farrag، Abdou Farrag Abdou (4 يناير 2019). "تاريخ الزمالك في 108 عاما". الموقع الرسمى لنادى الزمالك | Zamalek Sports Club Official Web site. مؤرشف من الأصل في 2020-02-17. اطلع عليه بتاريخ 2022-04-12.
91. ↑  "أندية الهيئة القومية لسكك حديد مصر". الهيئة القومية لسكك حديد مصر. مؤرشف من الأصل في 2021-04-23. اطلع عليه بتاريخ 2022-04-12.
92. ↑  "تاريخ نادى الاتحاد السكندري » الموقع الرسمي لنادي الاتحاد السكندري". مؤرشف من الأصل في 2021-05-09. اطلع عليه بتاريخ 2021-11-21.

بلغات أجنبية
1. ↑  "Sphinx_19180323_013" (بالإنجليزية). مصر. No. 405. pp. 235–237. Archived from the original on 2022-04-23. Retrieved 2022-04-25. {{استشهاد بمجلة}}: الاستشهاد ب$1 يطلب |$2= (help) and |archive-date= / |archive-url= timestamp mismatch (help)
2. ↑  Zamalek in Sultan Cup - Zamalek Sporting Club (By Dr.Tarek Said) د. طارق سعيد. اطُّلِع عليه بتاريخ 16 يونيو 2021 نسخة محفوظة 27 أكتوبر 2020 على موقع واي باك مشين.
3. 1 2  "1  THE SULTANS CUP FINAL C.ISIC. 3;  Sherwood Foresters" (بالإنجليزية). Egypt. Archived from the original on 2023-04-06. Retrieved 2022-04-25. {{استشهاد بمجلة}}: الاستشهاد ب$1 يطلب |$2= (help)
4. ↑  Zamalek in Sultan Cup - Zamalek Sporting Club (By Dr.Tarek Said) د. طارق سعيد. اطُّلِع عليه بتاريخ 22 يونيو 2021 نسخة محفوظة 2020-10-27 على موقع واي باك مشين.
5. ↑  Dr.Tarek Said's Homepage - All About Zamalek VS Ahly Matches د. طارق سعيد. اطُّلِع عليه بتاريخ 22 يونيو 2021 نسخة محفوظة 2020-02-22 على موقع واي باك مشين.
6. ↑  "ARSENAL WIN CUP". The Sphinx, Vol. 25 (بالإنجليزية). مصر. No. 872. p. 30. Archived from the original on 2022-04-24.
7. ↑  "SULTAN CUP FINAL N.S.C Just Win". The Sphinx, Vol. 38 (بالإنجليزية). مصر. No. 925. p. 23. Archived from the original on 2022-04-24. Retrieved 2022-04-25.
8. ↑  Dr.Tarek Said's Homepage - Sultan Hussein Cup 1931/1932 د. طارق سعيد. اطُّلِع عليه بتاريخ 20 يونيو 2021 نسخة محفوظة 22 يونيو 2021 على موقع واي باك مشين.
9. ↑  Dr.Tarek Said's Homepage - Sultan Hussein Cup 1932/1933 د. طارق سعيد. اطُّلِع عليه بتاريخ 20 يونيو 2021 نسخة محفوظة 2021-06-22 على موقع واي باك مشين.
10. ↑  Dr.Tarek Said's Homepage - Sultan Hussein Cup 1933/1934 د. طارق سعيد. اطُّلِع عليه بتاريخ 20 يُونيو 2021 نسخة محفوظة 2021-06-22 على موقع واي باك مشين.
11. ↑  Dr. Tarek Said's Homepage - Sultan Hussein Cup 1935/1936 د. طارق سعيد. اطُّلِع عليه بتاريخ 20 يونيو 2021 نسخة محفوظة 22 يونيو 2021 على موقع واي باك مشين.
12. ↑  Dr. Tarek Said's Homepage - Sultan Hussein Cup 1937/1938 د. طارق سعيد. اطُّلِع عليه بتاريخ 20 يونيو 2021 نسخة محفوظة 2021-06-22 على موقع واي باك مشين.
13. 1 2  Egypt - List of Cup Winners rsssf. اطُّلِع عليه بِتَاريخ 20 يُونيو 2021 نسخة محفوظة 28 يناير 2020 على موقع واي باك مشين.
14. 1 2  Egyptian Football Net - Sultan Hussein Cup د. طارق سعيد. اطُّلِع عليه بتاريخ 17 يُونيو 2021 نسخة محفوظة 2020-01-16 على موقع واي باك مشين.

### بيانات المراجع
- النادي الأهلي (1932) ذكرى مرور 25 عامًا على تأسيس النادي الأهلي.
- عادل أمين، خالد توحيد (2001) الزمالك 90 سنة كرة وبطولة، مطابع الأبجي.
- حسن المستكاوي (2008) النادي الأهلي. دار الشروق، (ردمك 9789770922866).
- أحمد شرين فوزي (2013) النادي الأهلي ومائة عام كرة قدم. (ردمك 9789779004945).
- عادل سعد (2018) كرة بيديا. زيرو وان للنشر والتوزيع، الطبعة الأولى. (ردمك 9789778542998).
- ياسر أيوب (2018) مصر وكرة القدم: مصر وكرة القدم التاريخ الحقيقى.. أين وكيف بدأت الحكاية. الدار المصرية اللبنانية، الطبعة الأولى. (ردمك 9789777951876).